# UCO Ter Platen
UCO Ter Platen (ook UCO Cruyplants of UCO Terplaten) was een katoenspinnerij en -weverij, gelegen in Stalhof 43-51 en Voetweg 64-70 in Gent. De gebouwen namen vrijwel het gehele blok tussen Kantienberg, Schelde, Stalhof, Benedictijnenstraat en Voetweg in.

## Geschiedenis

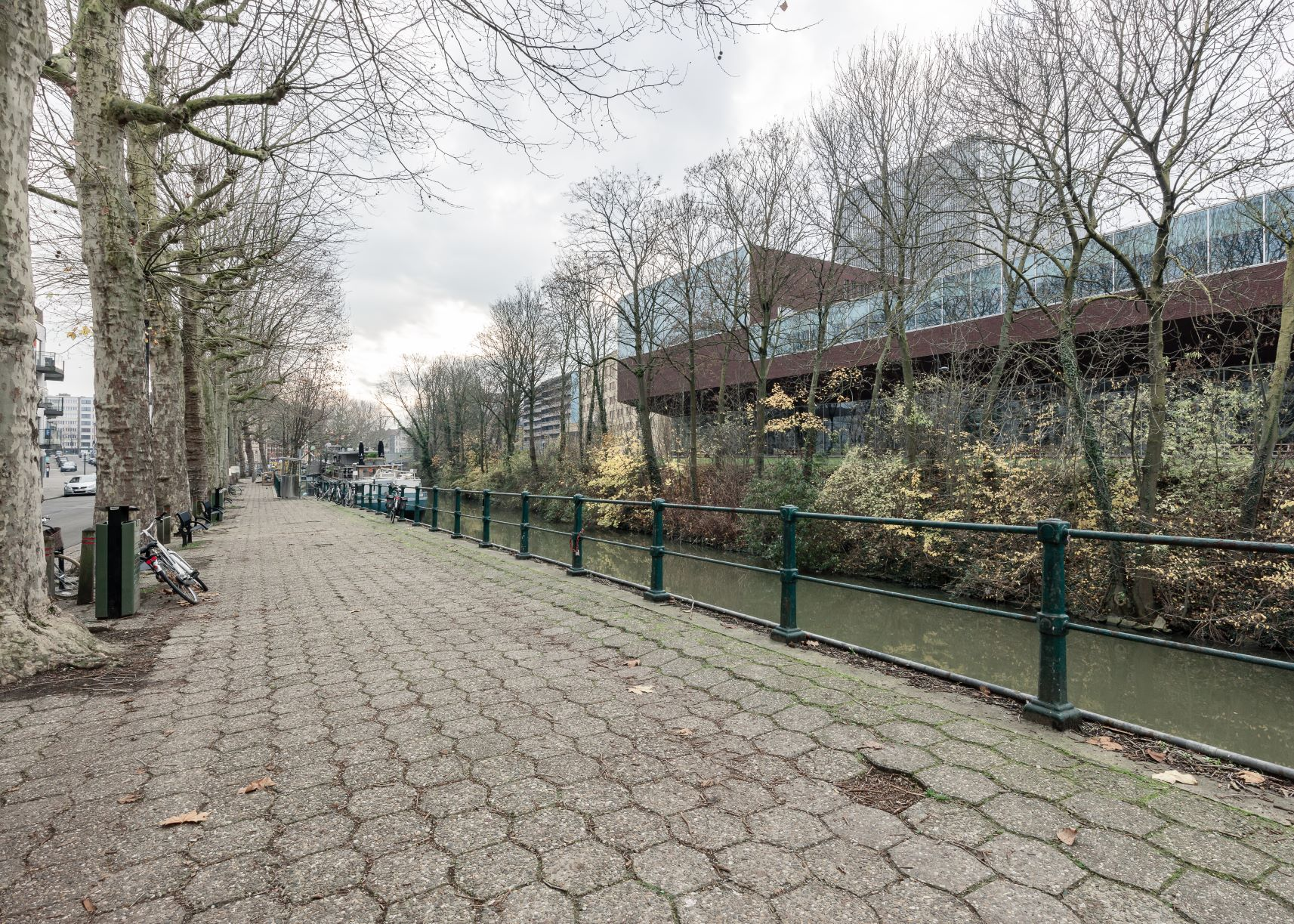
Op het terrein waar vroeger textielfabriek UCO Ter Platen was gevestigd, staan nu de gebouwen van Arteveldehogeschool.

Het bedrijf ontstaat in 1967 uit een fusie van spinnerij Cotonnière de Gand, opgericht in 1905 en vanaf 1919 deel van Union Cotonnière, met enkele omliggende bedrijven, waaronder weverij Cruyplants.
De fabriek sluit in 1969 als eerste UCO-afdeling zijn deuren. De gebouwen worden grotendeels gesloopt en er komt een studentenhuisvesting van de Universiteit Gent, Home Vermeylen, en een campus in de plaats. Sinds 2009 springt de nieuwbouw van de Arteveldehogeschool er in het oog.

## Het gebouw
De gebouwen maken gebruik van de bestaande helling om de bedrijfsruimten over drie niveaus te spreiden, waardoor van straatzijde maar één bouwlaag merkbaar is. De bovenste niveaus worden hoofdzakelijk gevormd door sheddaken met metalen spanten. Aan de waterkant is een vroeger stoommachinehuis herkenbaar aan het typische volume en de grote boogramen.
In het centrale deel van het gebouw is een productieruimte over drie bouwlagen, onder plat dak met watertank, uitgevoerd in betonskeletbouw via het Hennebiquesysteem. Deze neemt een aantal oudere delen op, waaronder het ketelhuis (eind 19de-eeuws) en de ronde fabrieksschouw (waardoor de basis volledig ingebouwd werd). Door de uitgravingen in de helling bleek het nodig in dit gedeelte zeer zware constructies aan te brengen (onder meer keermuur met steunberen) op de lagere bouwlagen. De betonbalken werden later in deze keermuur ingewerkt.